# 中国天然产物数据库
中国天然产物数据库是一个专门收录天然产物化学结构和性质资料的数据库，由中国科学院上海药物研究所开发组建。
中国天然产物数据库收录了提取自中药的近6万种天然产物的信息，天然产物的结构类型涉及生物碱、苷、黄酮类化合物、蒽醌、萘醌、菲醌、苯并呋喃、苯并吡喃、木脂素、强心苷、萜类化合物、氨基糖苷、多糖、核苷、皂苷、萜类化合物、甾体化合物、有机酸等大类。数据库提供天然产物的二维和三维结构、化合物名称、分子式、分子量、熔点沸点、旋光度等理化性质；化合物的CAS登陆号；天然产物的生理活性信息；天然产物的自然来源；天然产物的参考文献；天然产物相关中药在中医领域中的应用、命名、性味归经等信息。
中国天然产物数据库可以用于合理药物设计、基于二维和三维结构的虚拟药物筛选。